# Inline-Skaterhockey-Bundesliga 2016
Die Saison 2016 ist die 21. Spielzeit der Inline-Skaterhockey-Bundesliga, in der zum 31. Mal ein Deutscher Meister ermittelt wird. Ausrichter ist die Sportkommission Inline-Skaterhockey Deutschland im Deutschen Rollsport und Inline-Verband. Deutscher Meister wurde erneut der SHC Rockets Essen, der seinen Titel im Finale gegen die Crash Eagles Kaarst verteidigte.

## Teilnehmer
| Klub                   | Standort    | Vorjahr                    | Play-offs                  |                            |
| ---------------------- | ----------- | -------------------------- | -------------------------- | -------------------------- |
| Bissendorfer Panther   | Wedemark    | 7.                         | Viertelfinale              |                            |
| Crash Eagles Kaarst    | Kaarst      | 9.                         | -                          |                            |
| Duisburg Ducks         | Duisburg    | 5.                         | Viertelfinale              |                            |
| Düsseldorf Rams        | Düsseldorf  | 8.                         | Viertelfinale              |                            |
| HC Köln-West Rheinos   | Köln        | 2.                         | Finale                     |                            |
| Highlander Lüdenscheid | Lüdenscheid | 6.                         | Viertelfinale              |                            |
| IHC Atting             | Donaustauf  | Meister 2. Bundesliga Süd  | Meister 2. Bundesliga Süd  | Meister 2. Bundesliga Süd  |
| Rockets Essen          | Essen       | 1.                         | Deutscher Meister          |                            |
| Samurai Iserlohn       | Iserlohn    | 3.                         | Halbfinale                 |                            |
| TGW Kassel Wizards     | Baunatal    | Meister 2. Bundesliga Nord | Meister 2. Bundesliga Nord | Meister 2. Bundesliga Nord |
| TV Augsburg            | Augsburg    | 4.                         | Halbfinale                 |                            |
| Uedesheim Chiefs       | Neuss       | 10.                        | -                          |                            |

## Modus
Die 1. Bundesliga geht mit zwölf Mannschaften an den Start. Jede Mannschaft trifft in Hin- und Rückspiel auf jede andere Mannschaft. Für einen Sieg in regulärer Spielzeit gibt es drei Punkte. Endet eine Partie nach 60 Minuten unentschieden, folgt umgehend ein Penaltyschießen. Für einen Sieg nach Penaltyschießen gibt es zwei Punkte, für eine Niederlage nach Penaltyschießen einen Punkt. Bei Punktgleichheit zum Ende der Hauptrunde entscheidet der direkte Vergleich über die Rangfolge. Die ersten acht Mannschaften erreichen die Play-offs. Die Mannschaften auf den Rängen neun und zehn haben sich sportlich für die nächste Spielzeit qualifiziert. Die Teams auf den Rängen elf und zwölf steigen direkt in die 2. Bundesliga ab. Der Sieger der Play-offs ist Deutscher Meister.

## Vorrunde
|     | Mannschaft             | Sp | G  | GP | U | VP | V  | Tore    | +/− | P  |
| --- | ---------------------- | -- | -- | -- | - | -- | -- | ------- | --- | -- |
| 1.  | SHC Rockets Essen      | 22 | 17 | 0  | 0 | 1  | 04 | 222:148 | +74 | 52 |
| 2.  | Crash Eagles Kaarst    | 22 | 14 | 2  | 0 | 1  | 05 | 209:174 | +35 | 47 |
| 3.  | HC Köln-West Rheinos   | 22 | 13 | 0  | 0 | 1  | 08 | 156:139 | +17 | 40 |
| 4.  | Samurai Iserlohn       | 22 | 12 | 1  | 0 | 1  | 08 | 182:143 | +39 | 39 |
| 5.  | TV Augsburg            | 22 | 12 | 1  | 0 | 0  | 09 | 180:147 | +33 | 38 |
| 6.  | Duisburg Ducks         | 22 | 10 | 2  | 0 | 0  | 10 | 152:162 | −10 | 34 |
| 7.  | Highlander Lüdenscheid | 22 | 09 | 1  | 0 | 2  | 10 | 152:160 | −08 | 31 |
| 8.  | Bissendorfer Panther   | 22 | 10 | 0  | 0 | 0  | 12 | 152:140 | +12 | 30 |
| 9.  | IHC Atting             | 22 | 09 | 0  | 0 | 1  | 12 | 172:188 | −16 | 28 |
| 10. | TGW Kassel Wizards     | 22 | 08 | 0  | 0 | 0  | 14 | 163:197 | −34 | 24 |
| 11. | Düsseldorf Rams        | 22 | 06 | 1  | 0 | 0  | 15 | 128:188 | −60 | 20 |
| 12. | Uedesheim Chiefs       | 22 | 04 | 0  | 0 | 1  | 17 | 129:211 | −82 | 13 |

Abkürzungen: Sp = Spiele, G = Siege, GP = Siege nach Penaltyschießen, U = Unentschieden, VP = Niederlage nach Penaltyschießen V = Niederlagen, P = Punkte

Erläuterungen:

## Play-offs
(Modus „Best-of-Three“)

### Play-off-Baum
| Viertelfinale | Viertelfinale          | Viertelfinale       |   |                      | Halbfinale | Halbfinale | Halbfinale |  |  | Finale | Finale | Finale |
|               |                        |                     |   |                      |            |            |            |  |  |        |        |        |
| 1             | SHC Rockets Essen      | 2                   |   |                      |            |            |            |  |  |        |        |        |
| 8             | Bissendorfer Panther   | 1                   |   |                      |            |            |            |  |  |        |        |        |
| 8             | Bissendorfer Panther   | 1                   | 1 | SHC Rockets Essen    | 2          |            |            |  |  |        |        |        |
|               |                        |                     | 1 | SHC Rockets Essen    | 2          |            |            |  |  |        |        |        |
|               | 4                      | Samurai Iserlohn    | 1 |                      |            |            |            |  |  |        |        |        |
| 4             | 4                      | Samurai Iserlohn    | 1 | Samurai Iserlohn     | 2          |            |            |  |  |        |        |        |
| 4             |                        |                     |   | Samurai Iserlohn     | 2          |            |            |  |  |        |        |        |
| 5             | TV Augsburg            | 1                   |   |                      |            |            |            |  |  |        |        |        |
| 5             | TV Augsburg            | 1                   | 1 | SHC Rockets Essen    | 2          |            |            |  |  |        |        |        |
|               |                        |                     |   | SHC Rockets Essen    | 2          |            |            |  |  |        |        |        |
|               | 2                      | Crash Eagles Kaarst | 1 |                      |            |            |            |  |  |        |        |        |
| 2             | 2                      | Crash Eagles Kaarst | 1 | Crash Eagles Kaarst  | 2          |            |            |  |  |        |        |        |
| 2             |                        |                     |   | Crash Eagles Kaarst  | 2          |            |            |  |  |        |        |        |
| 7             | Highlander Lüdenscheid | 1                   |   |                      |            |            |            |  |  |        |        |        |
| 7             | Highlander Lüdenscheid | 1                   | 2 | Crash Eagles Kaarst  | 2          |            |            |  |  |        |        |        |
|               |                        |                     | 2 | Crash Eagles Kaarst  | 2          |            |            |  |  |        |        |        |
|               | 3                      | HC Köln-West        | 0 |                      |            |            |            |  |  |        |        |        |
| 3             | 3                      | HC Köln-West        | 0 | HC Köln-West Rheinos | 2          |            |            |  |  |        |        |        |
| 3             |                        |                     |   | HC Köln-West Rheinos | 2          |            |            |  |  |        |        |        |
| 6             | Duisburg Ducks         | 1                   |   |                      |            |            |            |  |  |        |        |        |

### Viertelfinale
|                      |   |                        | Serie | 1          | 2           | 3     |
| -------------------- | - | ---------------------- | ----- | ---------- | ----------- | ----- |
| SHC Rockets Essen    | – | Bissendorfer Panther   | 2:1   | 10:7       | 7:9 n. V.   | 7:6   |
| Crash Eagles Kaarst  | – | Highlander Lüdenscheid | 2:1   | 6:9        | 13:12 n. P. | 9:4   |
| HC Köln-West Rheinos | – | Duisburg Ducks         | 2:1   | 8:6        | 8:11        | 10:2  |
| Samurai Iserlohn     | – | TV Augsburg            | 2:1   | 11:8 n. V. | 4:10 n. V.  | 14:10 |

### Halbfinale
|                     |   |                      | Serie | 1    | 2          | 3   |
| ------------------- | - | -------------------- | ----- | ---- | ---------- | --- |
| SHC Rockets Essen   | – | Samurai Iserlohn     | 2:1   | 10:7 | 3:9        | 7:5 |
| Crash Eagles Kaarst | – | HC Köln-West Rheinos | 2:0   | 9:5  | 10:9 n. P. | -   |

### Finale
|                   |   |                     | Serie | 1   | 2    | 3   |
| ----------------- | - | ------------------- | ----- | --- | ---- | --- |
| SHC Rockets Essen | – | Crash Eagles Kaarst | 2:1   | 7:5 | 4:12 | 6:2 |

## Aufsteiger
Aus der 2. Bundesliga steigen die Miners Oberhausen (Meister der 2. Bundesliga Nord) und der Crefelder SC (2. der 2. Bundesliga Nord) direkt in die 1. Bundesliga auf. Die gemeinsamen Play-offs der beiden Zweitliga-Staffeln entscheiden über den Aufstieg. Beide Teams haben ihre jeweiligen Halbfinalserien gewonnen; im Finale der beiden Aufsteiger sicherten sich die Miners Oberhausen die Meisterschaft der 2. Bundesliga.

## Rückzug
Der IHC Atting zog sich nach der Saison aus der 1. Bundesliga in die Regionalliga zurück. Da alle anderen zuvor berechtigten Vereine verzichteten, rückten die Sauerland Steel Bulls (4. der 2. Bundesliga Nord) in die 1. Bundesliga nach.

## Pokalsieger
Im Endspiel um den Deutschen Inline-Skaterhockey-Pokal 2016 gewannen die Rockets Essen am 24. September 2016 gegen die TGW Kassel Wizards in Duisburg mit 8:4.